# Sven Müller (Rennfahrer)

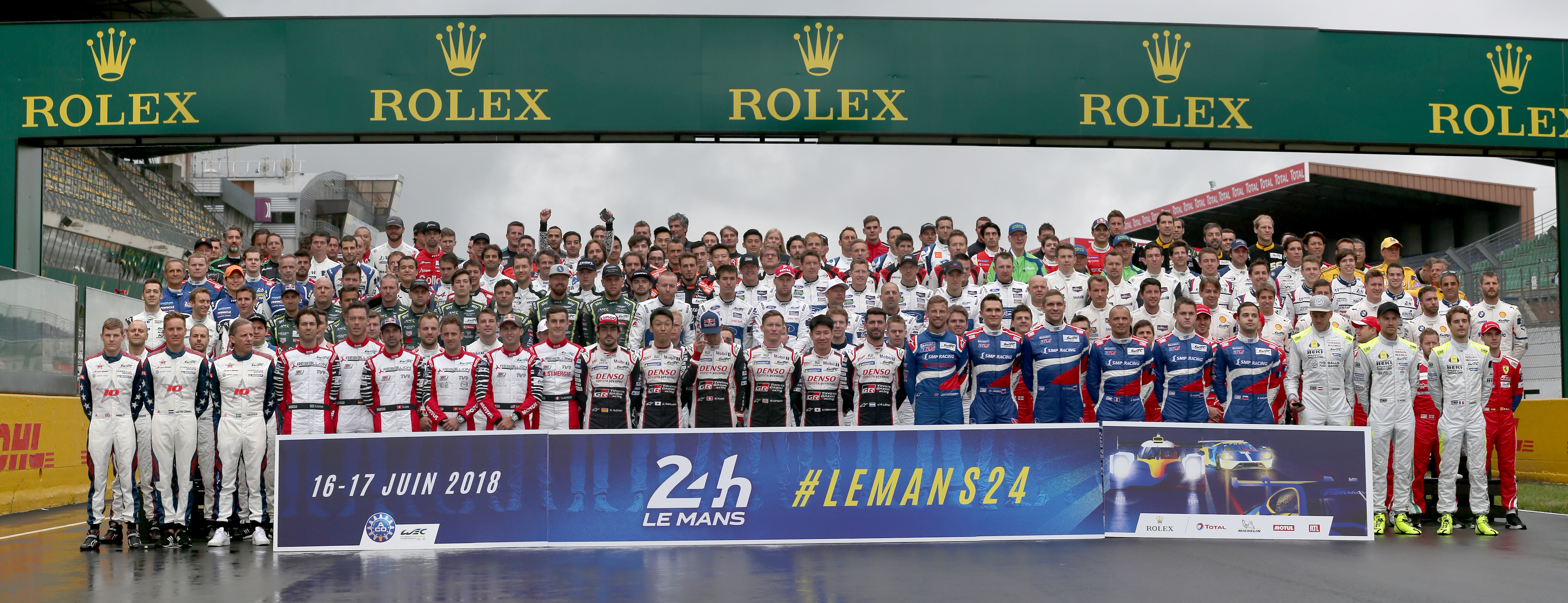
Sven Müller bei der Fahrerparade zum 24-Stunden-Rennen von Le Mans 2018

Sven Müller (* 7. Februar 1992 in Mainz) ist ein deutscher Automobilrennfahrer. Er startete 2012 und 2013 in der europäischen Formel-3-Meisterschaft.

## Karriere
Müller begann seine Motorsportkarriere 2004 im Kartsport, in dem er bis 2009 aktiv war. 2010 wechselte Müller in den Formelsport und startete für Eifelland Racing in der ADAC-Formel-Masters. Er erzielte regelmäßig Punkte und beendete seine Debütsaison auf dem neunten Platz in der Fahrerwertung. 2011 bestritt er seine zweite ADAC-Formel-Masters-Saison für ma-con Motorsport. Er gewann vier Rennen und erzielte zwölf Podest-Platzierungen. Am Saisonende lag er auf dem zweiten Platz hinter dem Meister Pascal Wehrlein. Allerdings war das Klassement am Saisonende wegen einer Berufungsverhandlung vorläufig. Im Februar 2012 wurde die Entscheidung der Berufungsverhandlung bekannt gegeben und Müller bei einem Rennen, das er gewonnen hatte, aus der Wertung genommen. Dadurch fiel er auf den dritten Platz hinter Emil Bernstorff zurück.
2012 ging Müller für das Prema Powerteam, das 2011 den Meistertitel gewonnen hatte, in der Formel-3-Euroserie an den Start. Außerdem war Müller 2012 in der europäischen Formel-3-Meisterschaft wertungsberechtigt. Mit zwei Siegen in der Formel-3-Euroserie erreichte er den sechsten Platz. In der europäischen Formel-3-Meisterschaft lag er auf dem achten Rang. In beiden Serien ging der Meistertitel an seinen Teamkollegen Daniel Juncadella. 2013 startete Müller zunächst für ma-con und später für Van Amersfoort Racing in der europäischen Formel-3-Meisterschaft. Müller stand einmal als Dritter auf dem Podest und schloss die Saison als Neunter der Gesamtwertung ab.
2014 verließ Müller den Formelsport und wechselte in den GT-Sport. Er tritt im deutschen Porsche Carrera Cup an. Darüber hinaus wurde er ins Förderprogramm von Porsche aufgenommen.
Seinen allerersten Saisonsieg feierte Müller im Juli 2015. Im Porsche Mobil 1 Supercup auf dem Hungaroring bei Budapest setzte er sich bereits im Qualifying durch und erzielte nach 14 Runden einen Vorsprung von 6,1 Sekunden. Sein insgesamt zweiter Sieg beim Supercup.

## Statistik

### Karrierestationen
| - 2004–2009: Kartsport - 2010: ADAC-Formel-Masters (Platz 9) - 2011: ADAC-Formel-Masters (Platz 3) | - 2012: Formel-3-Euroserie (Platz 6) - 2012: Europäische Formel 3 (Platz 8) - 2013: Europäische Formel 3 (Platz 9) | - 2017: ADAC GT Masters |

### Einzelergebnisse in der ADAC-Formel-Masters
| Jahr | Team              | 1   | 2   | 3   | 4   | 5   | 6   | 7   | 8   | 9   | 10  | 11  | 12  | 13  | 14  | 15  | 16  | 17  | 18  | 19  | 20  | 21  | 22  | 23  | 24  | Punkte | Rang |
| ---- | ----------------- | --- | --- | --- | --- | --- | --- | --- | --- | --- | --- | --- | --- | --- | --- | --- | --- | --- | --- | --- | --- | --- | --- | --- | --- | ------ | ---- |
| 2010 | Eifelland Racing  | OS1 | OS1 | OS1 | SAC | SAC | SAC | HOC | HOC | HOC | TTA | TTA | TTA | LAU | LAU | LAU | NÜR | NÜR | NÜR | OS2 | OS2 | OS2 |     |     |     | 50     | 9.   |
| 2010 | Eifelland Racing  | DNF | DNF | 9   | DNF | 14  | DNF | 8   | 9   | 7   | 10  | 8   | 8   | 8   | 9   | 5   | 9   | 11  | 6   | 7   | 8   | 7   |     |     |     | 50     | 9.   |
| 2011 | ma-con Motorsport | OSC | OSC | OSC | SAC | SAC | SAC | ZOL | ZOL | ZOL | NÜR | NÜR | NÜR | SPI | SPI | SPI | LAU | LAU | LAU | TTA | TTA | TTA | HOC | HOC | HOC | 296    | 3.   |
| 2011 | ma-con Motorsport | 4   | 3   | 3   | 2   | 1   | 1   | 6   | 3   | 3   | 5   | 4   | 3   | DSQ | 6   | 16  | 8   | 5   | 10  | 9   | DSQ | 1   | 2   | 1   | 2   | 296    | 3.   |

### Einzelergebnisse in der Formel-3-Euroserie
| Jahr | Team            | Motor         | 1   | 2   | 3   | 4   | 5   | 6   | 7   | 8   | 9   | 10  | 11  | 12  | 13  | 14  | 15  | 16  | 17  | 18  | 19  | 20  | 21  | 22  | 23  | 24  | Punkte | Rang |
| ---- | --------------- | ------------- | --- | --- | --- | --- | --- | --- | --- | --- | --- | --- | --- | --- | --- | --- | --- | --- | --- | --- | --- | --- | --- | --- | --- | --- | ------ | ---- |
| 2012 | Prema Powerteam | Mercedes-Benz | HO1 | HO1 | HO1 | BRH | BRH | BRH | SPI | SPI | SPI | NOR | NOR | NOR | NÜR | NÜR | NÜR | ZAN | ZAN | ZAN | VAL | VAL | VAL | HO2 | HO2 | HO2 | 172    | 6.   |
| 2012 | Prema Powerteam | Mercedes-Benz | 15  | 6   | 5   | 6   | 2   | 10  | 4   | 4   | 3   | 9   | DNF | 11  | 2   | 5   | DNF | 2   | 5   | DNF | 7   | 2   | 13  | 5   | 1   | 6   | 172    | 6.   |

### Einzelergebnisse in der Europäischen Formel-3-Meisterschaft
| Jahr | Team                  | Motor         | 1   | 2   | 3   | 4   | 5   | 6   | 7   | 8   | 9   | 10  | 11  | 12  | 13  | 14  | 15  | 16  | 17  | 18  | 19  | 20  | 21  | 22  | 23  | 24  | 25  | 26  | 27  | 28  | 29  | 30  | Punkte | Rang |
| ---- | --------------------- | ------------- | --- | --- | --- | --- | --- | --- | --- | --- | --- | --- | --- | --- | --- | --- | --- | --- | --- | --- | --- | --- | --- | --- | --- | --- | --- | --- | --- | --- | --- | --- | ------ | ---- |
| 2012 | Prema Powerteam       | Mercedes-Benz | HO1 | HO1 | PAU | PAU | BRH | BRH | SPI | SPI | NOR | NOR | SPA | SPA | NÜR | NÜR | ZAN | ZAN | VAL | VAL | HO2 | HO2 |     |     |     |     |     |     |     |     |     |     | 109    | 8.   |
| 2012 | Prema Powerteam       | Mercedes-Benz | 15  | 5   | 12  | 10  | 6   | 10  | 4   | 3   | 9   | 11  | 12  | DNF | 2   | DNF | 2   | DNF | 7   | 13  | 5   | 6   |     |     |     |     |     |     |     |     |     |     | 109    | 8.   |
| 2013 | ma-con Motorsport     | Volkswagen    | MON | MON | MON | SIL | SIL | SIL | HO1 | HO1 | HO1 | BRH | BRH | BRH | SPI | SPI | SPI | NOR | NOR | NOR | NÜR | NÜR | NÜR | ZAN | ZAN | ZAN | VAL | VAL | VAL | HO2 | HO2 | HO2 | 122    | 9.   |
| 2013 | ma-con Motorsport     | Volkswagen    | 12  | 9   | 15  | 12  | DNF | DNF | 4   | 8   | 7   | DNF | 4   | 4   | 6   | DNF | DNF | DNF | 17  | 10  | 10  | 6   | DNF |     |     |     |     |     |     |     |     |     | 122    | 9.   |
| 2013 | Van Amersfoort Racing | Volkswagen    |     |     |     |     |     |     |     |     |     |     |     |     |     |     |     |     |     |     |     |     |     | 10  | 7   | 22  | 8   | 8   | DNF | 3   | 6   | 7   | 122    | 9.   |

### Le-Mans-Ergebnisse
| Jahr | Team            | Fahrzeug            | Teamkollege     | Teamkollege  | Platzierung | Ausfallgrund |
| ---- | --------------- | ------------------- | --------------- | ------------ | ----------- | ------------ |
| 2018 | Porsche GT Team | Porsche 991 RSR GTE | Timo Bernhard   | Romain Dumas | Ausfall     | Chassisbruch |
| 2019 | Porsche GT Team | Porsche 991 RSR GTE | Mathieu Jaminet | Dennis Olsen | Rang 27     |              |